# Distretto di Capaya
Il distretto di Capaya è un distretto del Perù nella provincia di Aymaraes (regione di Apurímac) con 729 abitanti al censimento 2007 dei quali 276 urbani e 453 rurali.
È stato istituito il 12 gennaio 1956.